# ハナばあちゃん!!〜わたしのヤマのカミサマ〜
『ハナばあちゃん!! 〜わたしのヤマのカミサマ〜』は、秋田県大館市、北秋田地域への誘客および地域イメージの発信による地域活性化を目的に製作された映画である。

## あらすじ
「ハナばあちゃん」が切り盛りする「喫茶おだて」は今日もばあちゃんを慕ってやってくる多くのお客で賑わっていた。孫娘の「実香」は母を早くに亡くし、父も失踪するという境遇にありながらも、ハナばあちゃんと一緒に気丈に店を手伝っていた。そんなハナばあちゃんも、病に倒れ亡くなってしまう。不思議なメッセージの書かれた１枚の紙片を残して…。
主を亡くした「喫茶おだて」はかつての賑わいはなく、常連のオヤジ３人組が毎日入り浸ってコーヒーをすする程度だった。実香は店を守ろうと、後輩の「理美」をアルバイトに雇い奮闘するが、いかんせん実香の料理はまずくて食べられない。常連客は心配しながらも何の手立てもなく、そして自分たちもまた後継者や商売の不振など、それぞれが悩みを抱えており、愚痴をいう毎日だった。
静かな「喫茶おだて」に一見して地元の人間ではないと思われる客が訪れ、事件が起きる。東京から取材で訪れたお調子者テレビマンの「所」。関西弁を話す謎の男。そしていつから来ていたのか、店に来ては文句ばかり言う黒尽くめの男、そして元アイドル「湊マヤ」。
大館を訪れた客達は口々に「ここには何もない」と言い、また地元のオヤジ達も同じことを口走る中、「理美」は一人「大館にはいいものがたくさんある！」と突っ張る。
「喫茶おだて」では実香の料理の猛特訓が続けられていたが、客達も巻き込み遂に「幻」のメニューが完成する。そこで実香はハナばあちゃんが遺したメッセージの意味に気付き始める。
「事件」を通して、店に出入りする客達が抱えていた問題が一つ一つ克服されていく。まるで「何か」に癒されているように。東京からたどり着いた都会人たちは大館の持つ力で自分たちの傷ついた心を知り、その価値を知る。地元の人々はその姿を見て自分たちの本当の価値を知る。

## 映画

### スタッフ
- 監督：杉村和彦
- エグゼクティブプロデューサー：三代川透
- 制作プロデューサー : 高島良子、殖栗聡昭
- 地域プロデューサー:日景賢悟、小棚木政之、白川懸士
- 地域活性化プロデューサー:渡邊竜一
- 脚本：三代川透、杉村和彦、森一盛、殖栗聡昭
- 撮影：山本啓太、杉中敏行
- 音楽：中島まさる
- 主題歌：『ただいま』/竹仲絵里
- 制作協力：OPEN
- 配給協力：富士株式会社
- おおだて映像計画、ジッピー・プロダクション・コムブリッジ作品

### キャスト
- 山野実香：入山法子
- 山野ハナ：京田尚子
- 所一志：渋江譲二
- 浅田理美：岩田さゆり
- 湊マヤ：秋田真琴
- 日景昭：花ケ前浩一
- 畠山竜男：内藤トモヤ
- 虻川誠司：下平ヒロシ
- 川藤清：北山雅康
- 黒づくめの男：田中総一郎
- 深田孝太郎：高田賢一
- 日景昭一：栁館周
- きりたんぽ店の女将：中帆登美